# Mauro Bressan
Pour les articles homonymes, voir Bressan (homonymie).
Mauro Bressan est un footballeur italien né le 5 janvier 1971 à Valdobbiadene (Italie). Il mesure 1,77 m pour 77 kg. Il est connu pour avoir joué en tant que milieu de terrain à la Fiorentina.

## Carrière
- 1988-1989 : AC Montebelluna  Italie
- 1989-1991 : Milan AC  Italie
- 1991 : AC Pérouse  Italie
- 1991-1994 : Côme Calcio  Italie
- 1994-1995 : Foggia Calcio  Italie
- 1995-1997 : Cagliari Calcio  Italie
- 1997-1999 : AS Bari  Italie
- 1999-2001 : AC Fiorentina  Italie
- 2001-2003 : AC Venise  Italie
- 2003-2005 : Côme Calcio/Calcio Côme  Italie
- 2005-2007 : AC Lugano  Suisse
- 2007 : FC Chiasso  Suisse

## Le but qui le rendit célèbre
- Lors du match de Ligue des champions 1999-2000 opposant la Fiorentina au FC Barcelone, Bressan, après une tentative infructueuse de ses coéquipiers dans la surface catalane, un défenseur blaugrana dégage la balle de l'extérieur du pied. Cette dernière atterrit sur un joueur florentin qui tente de la contrôler en extension, mais la balle s'envole précipitamment. Pendant que ce joueur tente de la reprendre de la tête dans un duel avec un joueur catalan, la balle retombe vers Bressan, qui, d'un superbe retourné acrobatique à plus de 30 mètres, expédie le ballon juste sous la transversale du gardien barcelonais lequel se cogne sur son poteau en tentant d'attraper la balle (il devra sortir un moment du terrain pour se faire soigner).